# Yuasa Hachirō

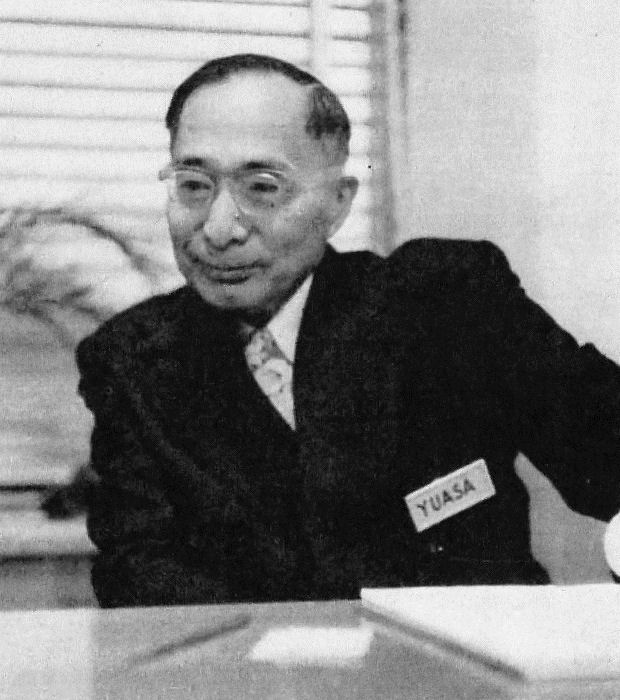
Yuasa Hachirō

Yuasa Hachirō (japanisch 湯浅八郎; geboren 29. April 1890 in Tokio; gestorben 15. August 1981) war ein japanischer Insektenkundler, christlicher Erzieher und Wissenschaftsorganisator.

## Leben und Wirken
Yuasa Hachirō machte 1908 seinen Studienabschluss an der Vorläufereinrichtung der Dōshisha-Universität in Kyōto. Er ging dann in die USA und erwarb den Doktortitel in Insektenkunde an der Universität Illinois. Nach seiner Rückkehr erhielt er 1923 eine Position in der Fakultät für Landwirtschaft an der Universität Kyōto. Er nahm die Gelegenheit wahr, durch Europa zu reisen und dort zu studieren. Zurück in Japan promovierte er zum zweiten Mal, und zwar 1931 an der Universität Tokio.
Als der liberale Professor Takikawa Yukitoki 1933 auf Druck der Regierung seinen Lehrstuhl an der Universität Kyōto aufgeben musste, was als „Takigawa-Zwischenfall“ in die Geschichte eingegangen ist, setzten sich seine Kollegen, darunter Yuasa, für ihn ein. Yuasa wurde im Alter von 45 Jahren 1935 zum 10. Präsidenten der Dōshisha gewählt, musste aber nach zwei Jahren auf Druck des Militärs und des rechten Flügels innerhalb der  Dōshisha zurücktreten. Er ging daraufhin wieder in die USA.
Nach Ende des Zweiten Weltkriegs kehrte Yuasa nach Japan zurück und übernahm 1946 wieder die Leitung der Dōshisha als 12. und 13. Präsident. Im Anschluss daran wurde er 1950 erster Präsident der neugegründeten International Christian University.
In seinen späteren Jahren leitete Yuasa eine Gruppe in Kyōto, die sich mit der Entführung des koreanischen Politikers Kim Dae-jung 1973 aus Japan beschäftigte und die die Freilassung forderte.